# 拉索瓦热尔
拉索瓦热尔（法語：La Sauvagère，法語發音：[la sovaʒɛʁ] ⓘ）是法国奥恩省的一个旧市镇，位于该省中西部，属于阿朗松区。2016年1月1日，拉索瓦热尔和相邻的圣莫里斯迪代塞合并为新市镇莱蒙当代讷（Les Monts d'Andaine），并成为该市镇的政府驻地。

## 地理
拉索瓦热尔（48°37'24"N, 0°25'2"W）面积26.78 平方千米，位于法国诺曼底大区奧恩省，该省份为法国西北部内陆省份，北起顺时针与卡爾瓦多斯省、厄尔省、厄尔-卢瓦省、萨尔特省、马耶讷省和芒什省接壤。
与拉索瓦热尔接壤的市镇（或旧市镇、城区）包括：勒梅尼勒-德布里尤兹。
拉索瓦热尔的时区为UTC+01:00、UTC+02:00（夏令时）。

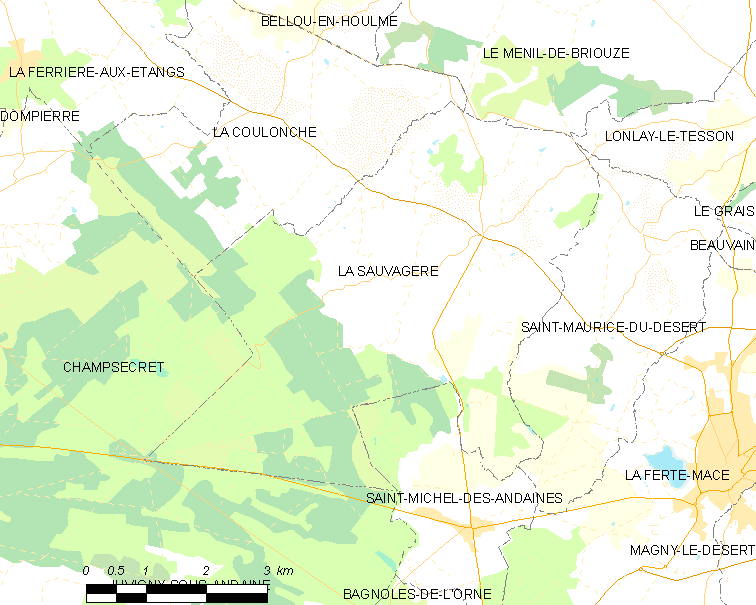
拉索瓦热尔的OSM定位图

## 行政
拉索瓦热尔的邮政编码为61600，INSEE市镇编码为61463。

## 政治
拉索瓦热尔所属的省级选区为马塞堡县。

## 人口

1962-2008年间拉索瓦热尔人口变化图示

拉索瓦热尔于2018年1月1日时的人口数量为1000人。